# 賓得士K-x
宾得 K-x 是一台12.4百万像素的数码单镜反光相机，在2009年9月16日发布。

K-x被认为是入门级的单反宾得 K-m的继承与升级。它比其他宾得的數位單眼相機更加轻量化，包括 K-m 在内，并且与K200D、K20D和K-7相比较，去除了防水功能，并且附带更加轻量化的DA-L系列套头。它也拥有很多高端机型K-7所不具备的性能，包括最大达到了12800的ISO，并且拥有比其他相机更少的数码杂讯、更高的快门速度（达到了1/6000秒），以及更加快速的连拍（达到了每秒钟4.7张），并可拍摄720p的视频。DPReview评价K-x 
|  | 虽然机身外观与K-m一样，却拥有不可思议的多的K-7才拥有的功能。事实上，这款机型的高性能与低价格勾起了人们对于曾经广受欢迎的K200D的回忆，这会使得这款机型在中低端领域广受欢迎的。 |

K-x还提供了一项可选的色彩定制功能，使相机有别于传统的黑色单反相机，並提供了更多色彩的選擇。
时代评选宾得 K-x 为2009年度最佳旅行产品之一。
K-x機身配上賓得士DA-L 18-55mm F3.5-5.6鏡頭的建议售价是649美元。

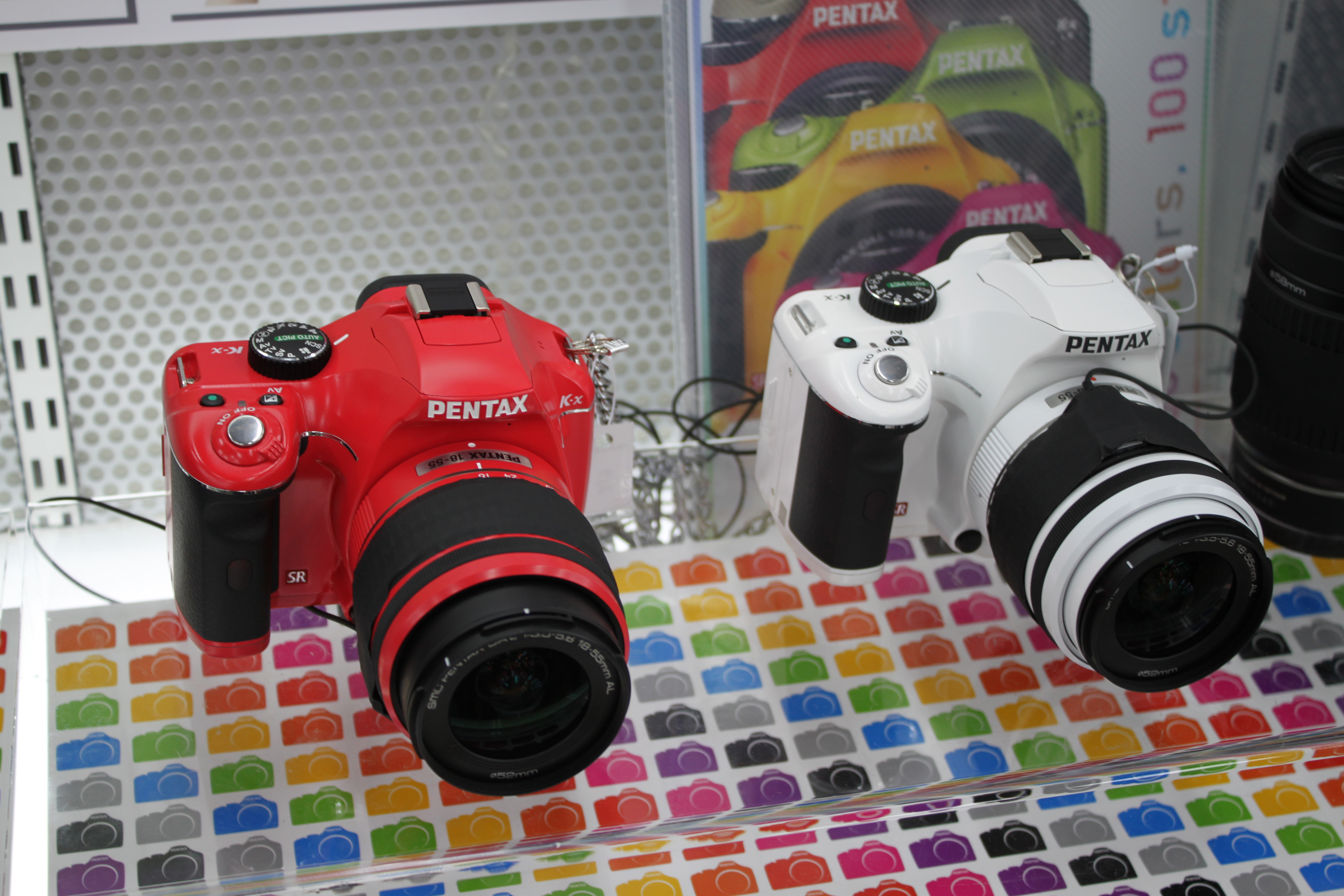
量产的红色和白色宾得K-x

其他特性:
- 实时取景
- 720p，帧率24fps的高清摄像
- HDR图像拍摄

## 外部連結
维基共享资源上的相關多媒體資源：賓得士K-x

### 评测
- Pentax K-x Review （页面存档备份，存于） – dpreview.com
- Pentax K-x Digital SLR Review （页面存档备份，存于） – ephotozine.com
- A terrific DSLR for beginners with masses of headroom for those learning the ropes （页面存档备份，存于） – TechRadar.com
- Pentax K-x Review （页面存档备份，存于） – photographyblog.com
- Pentax K-x Reviews and guides – kxuser.com
- Pentax K-x Feature page demonstrating digital filter (Traditional Chinese) （页面存档备份，存于） – www.dcfever.com
- Pentax K-x 推出新 Firmware （页面存档备份，存于） – dcfever.com
- Pentax K-x 再添紫色新成員 （页面存档备份，存于） – dcfever.com